# Clifford (Herefordshire)
Clifford is een civil parish in het Engelse graafschap Herefordshire. In 2001 telde het dorp 530 inwoners.